# Dokumentacija (programiranje)
Dokumentacija za program je pisani tekst i/ili ilustracije koje prate softver. Objašnjava kako softver radi ili kako ga koristiti. Izradba dokumentacije važan je dio izradbe programa. U dokumentaciju se ubrajaju, primjerice, uputa za instaliranje programa i priručnici za korisnika.